# Discographie des Stranglers
La discographie des Stranglers comprend 18 albums studio, 15 albums live, de nombreuses compilations d'intérêt variable, 45 singles et EP (dont 8 sont des inédits ou figurent seulement sur des compilations) et 10 vidéos.

## Albums Studio
On peut distinguer cinq périodes dans la discographie des Stranglers :
- la période punk et post-punk[1] (Rattus Norvegicus, No More Heroes, Black and White) qui les verra évoluer d'un style proche de celui des groupes américains de new wave (Talking Heads, Blondie, Television) sur leurs deux premiers albums à un style post punk sur le troisième. Le point commun de ces trois albums est d'avoir un son plus brut et plus agressif que les suivants,
- la période « classique »[2] (The Raven, The Gospel According to the Meninblack, La Folie) qui marque une transition vers la new wave tout en développant des tendances amorcées dans les années 1970 (expérimentations électroniques du krautrock et longues digressions instrumentales du rock progressif). Les compositions sont plus élaborées et parfois même expérimentales,
- la période Epic[3] (Feline, Aural Sculpture, Dreamtime, 10) qui correspond à un changement de label et représente une période en apparence plus facile d'accès, où les aspérités sont gommées et le son adouci. À partir de Feline, Jet Black ne se sert quasiment plus que de batteries électroniques et JJ Burnel met sa basse en sourdine, ce qui va considérablement modifier le son . Elle correspond aussi à la période où le groupe aura le plus de succès à l'international,
- la période MK II (In the Night, About Time, Written in Red, Coup de Grace) marquée par l'empreinte du nouveau guitariste John Ellis, le désengagement relatif des trois membres originaux restants et le retour vers un certain classicisme rock,
- la période MK III et IV[4] (Norfolk Coast, Suite XVI, Giants, Dark Matters) qui voit le retour au son typique des Stranglers et à une nouvelle dynamique impulsée par le troisième guitariste Baz Warne.

À l'intérieur de ces cinq grandes périodes, les albums sont généralement très différents les uns des autres.
Tous les albums studio se sont classés dans les charts britanniques, à l'exception de Coup de Grace et de Suite XVI. En France, c'est Dreamtime qui a connu le plus de succès en 1986 et Aural Sculpture au Canada.
| Année | Titre                                                                                                  | Classement des ventes | Classement des ventes | Classement des ventes | Classement des ventes | Classement des ventes | Classement des ventes | Classement des ventes | Classement des ventes | Classement des ventes | Classement des ventes | Classement des ventes | Classement des ventes | Certifications |
| Année | Titre                                                                                                  | R-U                   | FRA                   | CAN                   | BEL                   | P-B                   | ALL                   | SUÈ                   | NOR                   | ECO                   | É-U                   | AUS                   | N-Z                   | Certifications |
| ----- | --- | --------------------- | --------------------- | --------------------- | --------------------- | --------------------- | --------------------- | --------------------- | --------------------- | --------------------- | --------------------- | --------------------- | --------------------- | -------------- |
| 1977  | Rattus Norvegicus - Sortie (R-U) : 15 avril 1977 - Label : United Artists                              | 4                     |                       | —                     | —                     | —                     | —                     | —                     | —                     |                       | —                     | 82                    | —                     | : Platine      |
| 1977  | No More Heroes - Sortie (R-U) : 23 septembre 1977 - Label : United Artists                             | 2                     |                       | —                     | —                     | 20                    | —                     | —                     | —                     |                       | —                     | 79                    | —                     | : Or           |
| 1978  | Black and White - Sortie (R-U) : 12 mai 1978 - Label : United Artists                                  | 2                     |                       | —                     | —                     | —                     | —                     | 35                    | —                     |                       | —                     | 81                    | —                     | : Or           |
| 1979  | The Raven - Sortie (R-U) : 21 septembre 1979 - Label : United Artists                                  | 4                     |                       | —                     | —                     | —                     | —                     | —                     | —                     |                       | —                     | 71                    | —                     | : Or           |
| 1981  | The Gospel According to the Meninblack - Sortie (R-U) : 9 février 1981 - Label : Liberty Records (EMI) | 8                     |                       | —                     | —                     | —                     | —                     | —                     | —                     |                       | —                     | —                     | 40                    |                |
| 1981  | La Folie - Sortie (R-U) : 9 novembre 1981 - Label : Liberty Records (EMI)                              | 11                    |                       | —                     | —                     | 13                    | —                     | —                     | —                     |                       | —                     | 29                    | —                     | : Argent       |
| 1983  | Feline - Sortie (R-U) : 14 janvier 1983 - Label : EPIC (CBS)                                           | 4                     |                       | 88                    | —                     | 39                    | 52                    | —                     | 16                    |                       | —                     | —                     | 18                    | : Argent : Or  |
| 1984  | Aural Sculpture - Sortie (R-U) : 5 novembre 1984 - Label : EPIC (CBS)                                  | 14                    |                       | 35                    | —                     | 31                    | 17                    | 37                    | —                     |                       | —                     | 38                    | 13                    | : Argent       |
| 1986  | Dreamtime - Sortie (R-U) : 7 octobre 1986 - Label : EPIC (CBS)                                         | 16                    | 18                    | 83                    | —                     | 60                    | —                     | —                     | —                     |                       | 172                   | 64                    | 45                    | : Argent       |
| 1990  | 10 - Sortie (R-U) : 5 mars 1990 - Label : EPIC (CBS)                                                   | 15                    | —                     | —                     | —                     | 71                    | —                     | —                     | —                     |                       | —                     | —                     | —                     | : Argent       |
| 1992  | In the Night - Sortie (R-U) : septembre 1992 - Label : Psycho                                          | 33                    | —                     | —                     | —                     | —                     | —                     | —                     | —                     |                       | —                     | —                     | —                     |                |
| 1995  | About Time - Sortie (R-U) : 15 mai 1995 - Label : When!                                                | 31                    | —                     | —                     | —                     | —                     | —                     | —                     | —                     |                       | —                     | —                     | —                     |                |
| 1997  | Written in Red - Sortie (R-U) : 27 janvier 1997 - Label : When!                                        | 52                    | —                     | —                     | —                     | —                     | —                     | —                     | —                     |                       | —                     | —                     | —                     |                |
| 1998  | Coup de Grace - Sortie (R-U) : 26 octobre 1998 - Label : Eagle Records (BMG)                           | —                     | —                     | —                     | —                     | —                     | —                     | —                     | —                     |                       | —                     | —                     | —                     |                |
| 2004  | Norfolk Coast - Sortie (R-U) : 16 février 2004 - Label : Coursegood/EMI                                | 70                    | 142                   | —                     | —                     | —                     | —                     | —                     | —                     |                       | —                     | —                     | —                     |                |
| 2006  | Suite XVI - Sortie (R-U) : 18 septembre 2006 - Label : Coursegood/EMI                                  | —                     | —                     | —                     | —                     | —                     | —                     | —                     | —                     |                       | —                     | —                     | —                     |                |
| 2012  | Giants - Sortie (R-U) : 5 mars 2012 (Fr) : 26 mars 2012 - Label : Coursegood/Edel                      | 48                    | 82                    | —                     | —                     | —                     | —                     | —                     | —                     | 38                    | —                     | —                     | —                     |                |
| 2021  | Dark Matters - Sortie : 10 septembre 2021 - Label : Coursegood                                         | 4                     | 118                   | —                     | 154                   | —                     | —                     | —                     | —                     | —                     | —                     | —                     | —                     |                |

## Albums live
Les concerts constituent une part très importante de la vie artistique des Stranglers puisqu'il leur est arrivé d'organiser des tournées les années où ils n'avaient pas d'album studio à promouvoir. Cette intense activité leur a permis de sortir plusieurs albums live ainsi que de faire l'objet de nombreux enregistrements pirates. Certains des albums officiels ont également connu plusieurs re-éditions sous des noms et des pochettes légèrement différentes.
La formation initiale (avec Hugh Cornwell, entre 1974 et 1990) se taille la part du lion avec neuf albums live. Puis viennent les formations MK II (avec John Ellis et Paul Roberts, 1990-2000) et MK III (avec Baz Warne et Paul Roberts, 2000-2006) qui totalisent deux enregistrements chacune. La dernière version des Stranglers (en quatuor avec Baz Warne, depuis 2006) n'a enregistré qu'un album live. La plupart de ces enregistrements ont été faits lors de concerts à Londres, ce qui parait logique dans la mesure où c'est la ville où ils ont le plus joué.
Enfin, un album live en version semi-acoustique est sorti en 2012 (Acoustic in Brugge). À partir des années 90, on trouve également des versions live de leurs morceaux sur plusieurs faces B de 45 tours ou sur des CD singles.
Les deux premiers live (X-Cert et All Live and All of the Night) se sont classés dans les charts, notamment britanniques.
| Année | Titre                                                                                              | Lieu et date d'enregistrement                                                                           | Classement des ventes | Classement des ventes | Classement des ventes | Classement des ventes | Classement des ventes | Certifications |
| Année | Titre                                                                                              | Lieu et date d'enregistrement                                                                           | R-U                   | FRA                   | ALL                   | AUS                   | N-Z                   | Certifications |
| ----- | -------------------------------------------------------------------------------------------------- | --- | --------------------- | --------------------- | --------------------- | --------------------- | --------------------- | -------------- |
| 1979  | Live (X-Cert) - Sortie (R-U) : 24 février 1979 - Label : United Artists                            | Roundhouse, Londres, 26 juin 1977 Battersea Park, Londres, 6 septembre 1978                             | 7                     | —                     | —                     | 76                    | 49                    | : Argent       |
| 1988  | All Live and All of the Night - Sortie (R-U) : février 1988 - Label : EPIC (CBS)                   | Le Zénith, Paris, 29 avril 1985 Hammersmith Odeon, Londres, 31 mars 1987 Reading Festival, 30 août 1987 | 12                    | —                     | 55                    | —                     | —                     | : Or           |
| 1992  | The Early Years '74 '75 '76 Rare Live and Unreleased - Sortie (R-U) : 1992 - Label : Newspeak      | Hammersmith Odeon, Londres, 23 octobre 1976 Railway Tavern, Londres, novembre 1975                      | —                     | —                     | —                     | —                     | —                     |                |
| 1992  | Live at the Hope and Anchor - Sortie (R-U) : 9 mars 1992 - Label : EMI                             | Hope and Anchor, Londres, 22 novembre 1977                                                              | —                     | —                     | —                     | —                     | —                     |                |
| 1993  | Saturday Night, Sunday Morning - Sortie (R-U) : 1993 - Label : Castle Communication                | Alexandra Palace, Londres, 11 août 1990                                                                 | —                     | —                     | —                     | —                     | —                     |                |
| 1997  | Friday the Thirteenth - Sortie (R-U) : 24 septembre 1997 - Label : Eagle Records                   | Royal Albert Hall, Londres, 13 juin 1997                                                                | —                     | —                     | —                     | —                     | —                     |                |
| 1998  | Access all Areas - Sortie (R-U) : 1998 - Label : VoicePrint Records                                | Plusieurs concerts de la tournée britannique de décembre 1995                                           | —                     | —                     | —                     | —                     | —                     |                |
| 1998  | Live at the Hammersmith Odeon '81 - Sortie (R-U) : 26 octobre 1998 - Label : BBC/EMI               | Hammersmith Odeon, Londres, 8 février 1982                                                              | —                     | —                     | —                     | —                     | —                     |                |
| 2001  | 5 Live 01 - Sortie (R-U) : 29 janvier 2001 - Label : SPV                                           | Plusieurs concerts de l'année 2000                                                                      | —                     | —                     | —                     | —                     | —                     |                |
| 2002  | The Stranglers and Friends Live in Concert - Sortie (R-U) : 22 janvier 2002 - Label : Castle Music | Rainbow, Londres, 3 et 4 avril 1980                                                                     | —                     | —                     | —                     | —                     | —                     |                |
| 2002  | Death & Night & Blood - Sortie (R-U) : juillet 2002 - Label : Castle Music                         | Volkhaus, Zurich, 14 avril 1985                                                                         | —                     | —                     | —                     | —                     | —                     |                |
| 2003  | Live at the Apollo - Sortie (R-U) : 29 septembre 2003 - Label : Alchemy Entertainment              | Apollo, Glasgow, 23 novembre 1981                                                                       | —                     | —                     | —                     | —                     | —                     |                |
| 2005  | Coast to Coast: Live on Tour - Sortie (R-U) : 2005 - Label : Absolute Marketing                    | Plusieurs concerts de la tournée britannique 2004                                                       | —                     | —                     | —                     | —                     | —                     |                |
| 2012  | Acoustic in Brugge - Sortie (R-U) : 27 janvier 2012 - Label : Coursegood/Edel                      | Stadsschouwburg Cultuurecentrum, Bruges, 23 novembre 2007                                               | —                     | 196                   | —                     | —                     | —                     |                |
| 2013  | Feel it live - Sortie (R-U) : 12 juillet 2013 - Label : Coursegood/Edel                            | Plusieurs concerts de la tournée 2012                                                                   | —                     | —                     | —                     | —                     | —                     |                |

Les Stranglers ont également enregistré des sessions pour la BBC dans les conditions du live mais en l'absence de public. Elles ont été rassemblées sur l'album The Sessions en 1995 et comprennent des enregistrements du 7 mars et du 13 septembre 1977 ainsi que du 11 février 1982.

## Compilations
Les nombreuses compilations qui sont sorties, depuis la toute première en 1982, sont d'intérêt et de qualité très inégaux. D'une manière générale, le groupe a peu de prise dessus. Les plus intéressantes sont celles qui regroupent des inédits (Off the Beaten Track en 1986), des raretés (The Early Years en 1992) ou des remixes (All Twelve Inches en 1992), s'accompagnent de livrets soignés (The Old Testament en 1992) ou comportent des titres inédits (Decades Apart en 2010). On peut y ajouter celles dont le choix des morceaux est particulièrement soigné (The Hit Men 1977-1991 en 1996).
Souvent mises sur le marché (à une cadence moyenne d'une par an) par les gros labels dont les Stranglers ont dépendu (UA, EMI, Epic), elles concernent, là encore essentiellement, la période de la première formation (1974-1990). L'album IV joue un rôle un peu particulier en ce qu'il s'est substitué à la sortie de The Raven aux États-Unis et au Canada. Il ne regroupe d'ailleurs que cinq titres de The Raven, assortis de plusieurs 45 tours inédits ou faces B de singles.
Certains de ces albums se sont classés dans les charts, notamment au Royaume-Uni. Le Greatest hits de 1990 y a, en particulier, figuré pendant quasiment un an et a atteint la 4e place.
| Année | Titre                                                                                             | Période couverte | Classement des ventes | Classement des ventes | Classement des ventes | Certifications |
| Année | Titre                                                                                             | Période couverte | R-U                   | AUS                   | N-Z                   | Certifications |
| ----- | ------------------------------------------------------------------------------------------------- | ---------------- | --------------------- | --------------------- | --------------------- | -------------- |
| 1980  | IV - Sortie : 1980 - Label : IRS Records                                                          | 1978-1980        | —                     | —                     | —                     |                |
| 1982  | The Collection 1977-1982 - Sortie : 12 septembre 1982 - Label : Liberty (EMI)                     | 1977-1982        | 12                    | 92                    | 16                    | : Or           |
| 1986  | Off the Beaten Track - Sortie : 1986 - Label : Liberty (EMI)                                      | 1977-1982        | 80                    | —                     | —                     |                |
| 1988  | Rarities - Sortie : 7 novembre 1988 - Label : EMI                                                 | 1977-1982        | —                     | —                     | —                     |                |
| 1989  | Singles (The UA Years) - Sortie : 1989 - Label : EMI                                              | 1977-1982        | —                     | —                     | —                     |                |
| 1990  | Greatest Hits 1977-1990 - Sortie : 19 novembre 1990 - Label : EPIC (CBS)                          | 1977-1990        | 4                     | —                     | —                     | : Platine      |
| 1992  | All Twelve Inches - Sortie : 1992 - Label : EPIC (Sony Music)                                     | 1983-1990        | —                     | —                     | —                     |                |
| 1992  | The Early Years '74 '75 '76 Rare Live and Unreleased - Sortie : 1992 - Label : Newspeak           | 1974-1976        | —                     | —                     | —                     |                |
| 1992  | The Old Testament - Sortie : 16 novembre 1992 - Label : EMI - Format : Coffret 4 CD               | 1977-1982        | —                     | —                     | —                     |                |
| 1997  | The Hit Men 1977-91 - Sortie : 3 mars 1997 - Label : EMI                                          | 1977-1991        | —                     | —                     | —                     |                |
| 1997  | The Collection - Sortie : 1997 - Label : EMI Gold                                                 | 1977-1982        | —                     | —                     | —                     |                |
| 1997  | The Best of the Epic Years - Sortie : 13 octobre 1997 - Label : EPIC                              | 1982-1990        | —                     | —                     | —                     |                |
| 1998  | The Masters (album) - Sortie : 1998 - Label : Eagle Records (BMG)                                 | 1995-1997        | —                     | —                     | —                     |                |
| 1998  | Collection (Stranglers) - Sortie : 1998 - Label : Disky Communications                            | 1977-1982        | —                     | —                     | —                     |                |
| 1999  | Hits Collection - Sortie : 1999 - Label : EMI                                                     | 1977-1982        | —                     | —                     | —                     |                |
| 1999  | Hits & Heroes - Sortie : 1999 - Label : EMI                                                       | 1977-1982        | —                     | —                     | —                     |                |
| 2001  | The UA Singles 77-79 - Sortie : 18 juin 2001 - Label : EMI - Format : Coffret 10 CD singles       | 1977-1979        | —                     | —                     | —                     |                |
| 2001  | The Stranglers (album) - Sortie : 2001 - Label : Armoury Records (Eagle Records)                  | 1995-1998        | —                     | —                     | —                     |                |
| 2001  | The Epic Years - Sortie : 1er octobre 2001 - Label : Sony Music - Format : Coffret 5 CD           | 1982-1990        | —                     | —                     | —                     |                |
| 2002  | Laid Black - Sortie : 5 août 2002 - Label : —                                                     | 1977-1998        | —                     | —                     | —                     |                |
| 2002  | Peaches: The Very Best of The Stranglers - Sortie : 10 juin 2006 - Label : EMI                    | 1977-1990        | 21                    | —                     | —                     | : Or           |
| 2002  | The Rarities - Sortie : 28 octobre 2002 - Label : EMI                                             | 1976-1992        | —                     | —                     | —                     |                |
| 2003  | The UA Singles: 79-82 - Sortie : 12 mai 2003 - Label : EMI - Format : Coffret 12 CD singles       | 1979-1982        | —                     | —                     | —                     |                |
| 2003  | Sweet Smell of Success - Best of the Epic Years - Sortie : 2003 - Label : EPIC (Sony Music)       | 1982-1990        | —                     | —                     | —                     |                |
| 2003  | Gold (Stranglers) - Sortie : 26 août 2003 - Label : Recording Arts                                | 1995-1998        | —                     | —                     | —                     |                |
| 2006  | The Very Best of The Stranglers - Sortie : 12 juin 2006 - Label : BMG/EMI                         | 1977-1990        | 28                    | —                     | —                     |                |
| 2007  | The Story So Far - Sortie : 13 août 2007 - Label : EMI Gold                                       | 1977-2006        | —                     | —                     | —                     |                |
| 2009  | Decade: The Best of 1981-1990 - Sortie : 27 juillet 2009 - Label : Camden (Sony Music)            | 1981-1990        | —                     | —                     | —                     |                |
| 2009  | The UA Singles: 1977-1982 - Sortie : 19 octobre 2009 - Label : EMI                                | 1977-1982        | —                     | —                     | —                     |                |
| 2010  | Decades Apart - Sortie : 1er mars 2010 - Label : EMI                                              | 1977-2010        | —                     | —                     | —                     |                |
| 2014  | Giants and Gems: An Album collection (coffret 11 cd) - Sortie : 24 mars 2014 - Label : Parlophone | 1977-2012        | —                     | —                     | —                     |                |

## Singles et EP
Dans la première formation (1974-1990), les Stranglers ont sorti de nombreux singles, deux à trois par album, et de nombreux inédits, notamment les années où ils n'ont pas publié d'album studio (on peut citer Bear Cage et Who Wants the World sortis tous les deux en 1980, entre les albums The Raven et The Gospel According to the Meninblack). Le rythme s'est ensuite ralenti pendant les années 1990, avec la relative désaffection du public, puis avec l'avènement du téléchargement qui a rendu quelque peu obsolète le CD, en particulier sous la forme du single.
Les Stranglers ont sorti un seul titre sous forme d'EP uniquement (Dont Bring Harry qui était couplé avec un titre de chacun des albums solo sortis par Hugh Cornwell et JJ Burnel au cours de l'année 1979). Par contre, plusieurs titres, sortis en singles et classés comme tels dans les charts, ont également fait l'objet de sorties en EP ou en maxi 45 tours avec des titres supplémentaires en face B ou des versions remixées de la face A.
Jusqu'aux années 1990, quasiment tous les singles ont été classés dans les charts, notamment britanniques. Le 45 tour ayant remporté le plus de succès dans le monde est Golden Brown qui est monté à la 7e place en Belgique. En France, c'est Always the Sun qui a connu les meilleures ventes (mais le top 50 n'existait pas quand Golden Brown est sorti). Au Canada, où le groupe a commencé à marcher à partir de la période Epic, un seul 45 tour est entré dans les charts : No mercy en 1984.
| Année | Titre                              | Classement des ventes | Classement des ventes | Classement des ventes | Classement des ventes | Classement des ventes | Classement des ventes | Classement des ventes | Classement des ventes | Classement des ventes | Certifications | Album                                  |
| Année | Titre                              | R-U                   | FRA                   | BEL                   | CAN                   | P-B                   | ALL                   | IRL                   | AUS                   | N-Z                   | Certifications | Album                                  |
| ----- | ---------------------------------- | --------------------- | --------------------- | --------------------- | --------------------- | --------------------- | --------------------- | --------------------- | --------------------- | --------------------- | -------------- | -------------------------------------- |
| 1977  | (Get A) Grip (On Yourself)         | 44                    |                       | —                     | —                     | —                     | —                     | —                     | —                     | 35                    |                | Rattus Norvegicus                      |
| 1977  | Peaches                            | 8                     |                       | —                     | —                     | —                     | —                     | —                     | 54                    | —                     | : Argent       | Rattus Norvegicus                      |
| 1977  | Choosey Susie                      | —                     |                       | —                     | —                     | —                     | —                     | —                     | —                     | —                     |                | inédit                                 |
| 1977  | Something Better Change            | 9                     |                       | 49                    | —                     | 29                    | —                     | —                     | —                     | —                     |                | No More Heroes                         |
| 1977  | No More Heroes                     | 8                     |                       | —                     | —                     | 25                    | —                     | —                     | —                     | —                     |                | No More Heroes                         |
| 1978  | 5 Minutes                          | 11                    |                       | —                     | —                     | —                     | —                     | —                     | —                     | —                     |                | inédit                                 |
| 1978  | Nice 'n' Sleazy                    | 18                    |                       | —                     | —                     | —                     | —                     | —                     | —                     | —                     |                | Black and White                        |
| 1978  | Walk On By                         | 21                    |                       | —                     | —                     | —                     | —                     | 11                    | —                     | —                     |                | inédit                                 |
| 1979  | Duchess                            | 14                    |                       | —                     | —                     | —                     | —                     | 27                    | —                     | —                     |                | The Raven                              |
| 1979  | Nuclear Device                     | 36                    |                       | —                     | —                     | —                     | —                     | —                     | —                     | —                     |                | The Raven                              |
| 1979  | Don't Bring Harry                  | 41                    |                       | —                     | —                     | —                     | —                     | —                     | —                     | —                     |                | The Raven                              |
| 1980  | Bear Cage                          | 36                    |                       | —                     | —                     | —                     | —                     | —                     | —                     | —                     |                | inédit                                 |
| 1980  | Who Wants the World?               | 39                    |                       | —                     | —                     | —                     | —                     | —                     | —                     | —                     |                | Collection (Stranglers)                |
| 1981  | Thrown Away                        | 42                    |                       | —                     | —                     | —                     | —                     | —                     | —                     | —                     |                | The Gospel According to the Meninblack |
| 1981  | Just Like Nothing on Earth         | —                     |                       | —                     | —                     | —                     | —                     | —                     | —                     | —                     |                | The Gospel According to the Meninblack |
| 1981  | Let Me Introduce You to the Family | 42                    |                       | —                     | —                     | —                     | —                     | —                     | —                     | —                     |                | La Folie                               |
| 1981  | Golden Brown                       | 2                     |                       | 7                     | —                     | 10                    | 63                    | 3                     | 10                    | —                     | : Platine      | La Folie                               |
| 1982  | La Folie                           | 47                    |                       | —                     | —                     | —                     | —                     | —                     | —                     | —                     |                | La Folie                               |
| 1982  | Strange Little Girl                | 7                     |                       | —                     | —                     | —                     | —                     | 7                     | —                     | —                     |                | The Collection 1977-1982               |
| 1982  | European Female                    | 9                     |                       | —                     | —                     | —                     | —                     | 9                     | —                     | —                     |                | Feline                                 |
| 1983  | Midnight Summer Dream              | 35                    |                       | —                     | —                     | —                     | —                     | 24                    | —                     | —                     |                | Feline                                 |
| 1983  | Paradise                           | 48                    |                       | —                     | —                     | —                     | —                     | —                     | —                     | —                     |                | Feline                                 |
| 1984  | Skin Deep                          | 15                    |                       | 17                    | —                     | 21                    | —                     | 11                    | 11                    | 19                    |                | Aural Sculpture                        |
| 1984  | No Mercy                           | 37                    |                       | 8                     | 88                    | 32                    | 28                    | —                     | 90                    | —                     |                | Aural Sculpture                        |
| 1985  | Let Me Down Easy                   | 48                    |                       | —                     | —                     | —                     | —                     | —                     | —                     | —                     |                | Aural Sculpture                        |
| 1986  | Nice in Nice                       | 30                    | —                     | —                     | —                     | —                     | —                     | 19                    | —                     | —                     |                | Dreamtime                              |
| 1986  | Always the Sun                     | 30                    | 15                    | —                     | —                     | 42                    | —                     | 16                    | 21                    | —                     |                | Dreamtime                              |
| 1986  | Big in America                     | 48                    | —                     | 38                    | —                     | —                     | 50                    | 28                    | —                     | —                     |                | Dreamtime                              |
| 1987  | Shakin' Like a Leaf                | 58                    | —                     | —                     | —                     | —                     | —                     | —                     | —                     | —                     |                | Dreamtime                              |
| 1987  | All Day and All of the Night       | 7                     | —                     | —                     | —                     | —                     | —                     | 3                     | —                     | 38                    |                | inédit                                 |
| 1989  | Grip'89                            | 33                    | —                     | —                     | —                     | —                     | —                     | —                     | —                     | —                     |                | remix du 1er 45 t                      |
| 1990  | 96 Tears                           | 17                    | —                     | —                     | —                     | —                     | —                     | 9                     | —                     | —                     |                | 10                                     |
| 1990  | Sweet Smell of Success             | 65                    | —                     | —                     | —                     | —                     | —                     | —                     | —                     | —                     |                | 10                                     |
| 1990  | Always the Sun                     | 29                    | —                     | —                     | —                     | —                     | —                     | —                     | —                     | —                     |                | remix                                  |
| 1991  | Golden Brown                       | 68                    | —                     | —                     | —                     | —                     | —                     | 25                    | —                     | —                     |                | face B différente                      |
| 1992  | Heaven or Hell                     | 46                    | —                     | —                     | —                     | 77                    | —                     | —                     | —                     | —                     |                | Stranglers in the Night                |
| 1992  | Sugar Bullets                      | —                     | —                     | —                     | —                     | —                     | —                     | —                     | —                     | —                     |                | Stranglers in the Night                |
| 1995  | Lies and Deception                 | —                     | —                     | —                     | —                     | —                     | —                     | —                     | —                     | —                     |                | About Time                             |
| 1997  | In Heaven She Walks                | —                     | —                     | —                     | —                     | —                     | —                     | —                     | —                     | —                     |                | Written in Red                         |
| 2004  | Big Thing Coming                   | 31                    | —                     | —                     | —                     | —                     | —                     | —                     | —                     | —                     |                | Norfolk Coast                          |
| 2004  | Long Black Veil                    | 51                    | —                     | —                     | —                     | —                     | —                     | —                     | —                     | —                     |                | Norfolk Coast                          |
| 2006  | Spectre of Love                    | 57                    | —                     | —                     | —                     | —                     | —                     | —                     | —                     | —                     |                | Suite XVI                              |
| 2010  | Retro Rockets                      | —                     | —                     | —                     | —                     | —                     | —                     | —                     | —                     | —                     |                | Decades Apart                          |
| 2012  | Mercury Rising                     | —                     | —                     | —                     | —                     | —                     | —                     | —                     | —                     | —                     |                | Giants                                 |
| 2021  | Anf If You Should See Dave...      | —                     | —                     | —                     | —                     | —                     | —                     | —                     | —                     | —                     |                | Dark Matters                           |

## Vidéos
La vidéographie des Stranglers comprend trois sortes d'enregistrements : les compilations de clips vidéos, les concerts filmés ou un mélange des deux. Contrairement aux albums live et aux compilations, ce sont plutôt les dernières formations des Stranglers (à partir de 1990) qui ont été filmées en concert.
| Date de sortie (format) | Titre                              | Type                  | Remarque |
| ----------------------- | ---------------------------------- | --------------------- | --- |
| 1982 (VHS) 2000 (DVD)   | The Collection 1977-1982           | Clips vidéo/Concert   | |
| 1986 (VHS)              | Screentime                         | Clips vidéo           | |
| 1991 (VHS)              | The Meninblack in Colour 1983-1990 | Clips vidéo/Concert   | |
| 1992 (VHS)              | The Old Testament                  | Clips vidéo/Concert   | |
| 1993 (VHS)              | Saturday Night, Sunday Morning     | Concert               | Enregistré le 11 août 1990 à l'Alexandra Palace (Londres)                                                   |
| 1997 (VHS) 2003 (DVD)   | Friday the Thirteenth              | Concert               | Enregistré le 13 juin 1997 au Royal Albert Hall (Londres)                                                   |
| 2000 (DVD)              | Live at Alexandra Palace           | Concert               | Sorti en VHS en 1993 sous le titre Saturday Night, Sunday Morning                                           |
| 2002 (DVD)              | Eurolive                           | Concert               | Enregistré le 24 juin 2000 à Lublin (Pologne)                                                               |
| 2008 (DVD)              | Live at Shepherd's Bush Empire     | Concert/Court-Métrage | Enregistré le 2 décembre 2005 (concert électrique + semi-acoustique)/Norfolk Coast réalisé par Robin Bextor |
| 2010 (triple DVD)       | Chorus                             | Concert               | Extrait du concert enregistré le 12 novembre 1979 au théâtre Empire à Paris (environ 20 minutes)            |
| 2012 (DVD)              | Rattus at the Roundhouse           | Concert               | Enregistré le 4 novembre 2007 à la Roundhouse (Londres)                                                     |